# Norma John
Norma John je finski duet, ki ga sestavljata pianist Lasse Piirainen in pevka Leena Tirronen.

## Kariera
Leena Tirronen je leta 2010 sodelovala v prvi sezoni oddaje X Factor Suomi in se uvrstila na tretje mesto.
Duet Norma John je dne 28. januarja 2017 zmagal na finskem nacionalem izboru za Pesem Evrovizije s pesmijo »Blackbird«. Na Evroviziji sta nastopila v prvem polfinalu, vendar sta končala na 12. mestu s 92 točkami in se nista uvrstila v finale. Leta 2018 sta bila člana mednarodne žirije na češkem nacionalnem izboru za Pesem Evrovizije.

## Diskografija

### Pesmi
- »Blackbird« (2016)
- »Hellfire« (2018)
- »Wild Eyes« (skupaj s Kasio Moś, 2018)